# L'Ange (film, 2018)
Pour les articles homonymes, voir L'Ange et El Angel.
Pour plus de détails, voir Fiche technique et Distribution.
L'Ange (El Ángel) est un film argentin réalisé par Luis Ortega, notamment produit par les frères Almodóvar. Il est présenté à la sélection Un Certain Regard du festival de Cannes 2018.

## Synopsis
L'histoire vraie de Carlos Robledo Puch, célèbre tueur en série argentin surnommé « l'ange de la mort » ou « l'ange noir » qui, dans le Buenos Aires des années 1970, tua onze personnes avant d'avoir vingt ans.

## Fiche technique
- Titre : L'Ange
- Titre original : El Ángel
- Réalisation : Luis Ortega
- Scénario : Luis Ortega, Sergio Olguín et Rodolfo Palacios
- Montage : Guillermo Gatti
- Photographie : Julián Apezteguia
- Production : Agustín et Pedro Almodóvar
- Sociétés de production : K&S Films / Underground Producciones / El Deseo / Telefé
- Pays d'origine :  Argentine
- Langue originale : espagnol
- genre : Biopic, drame
- Durée : 126 minutes
- Dates de sortie :
  -  France : 11 mai 2018 (Festival de Cannes) , 9 janvier 2019 (sortie nationale) 
  -  Argentine : 9 août 2018

## Distribution
- Lorenzo Ferro : Robledo Puch
- Chino Darín : Ramón
- Mercedes Morán : Ana María
- Daniel Fanego : José
- Luis Gnecco : Héctor
- Peter Lanzani : Miguel
- Cecilia Roth : Aurora

## Distinctions

### Récompenses
- Noir in Festival 2018 : prix d'interprétation pour Lorenzo Ferro et Chino Darín[1],[2].
- Festival international du nouveau cinéma latino-américain de La Havane 2018 : Corail du meilleur acteur pour Lorenzo Ferro[3],[4].
- 13e cérémonie du Prix Sud : Meilleure actrice dans un second rôle, meilleur acteur dans un second rôle, révélation masculine, meilleure photographie, meilleur design artistique, meilleur costume et meilleur maquillage[5]

### Sélections
- Festival de Cannes 2018 : sélection en section Un certain regard.
- Festival international du film de Toronto 2018 : sélection en section Contemporary World Cinema.
- Festival international du film de Saint-Sébastien 2018 : sélection en section Perles .